# Mroczna połowa (film)
Mroczna połowa (ang. The Dark Half) – amerykański horror w reżyserii George’a A. Romero z roku 1993 na podstawie powieści Stephena Kinga o tym samym tytule.

## Obsada
- Royal Dano – Digger Holt
- Patrick Brannan – młody Thad Beaumont
- Beth Grant – Shayla Beaumont
- Kent Broadhurst – Mike Donaldson
- Robert Joy – Fred Clawson
- Julie Harris – Reggie DeLesseps
- Michael Rooker – szeryf Alan Pangborn
- Amy Madigan – Liz Beaumont